# Eric Hoffer
Eric Hoffer (25 de julho de 1902, em Nova Iorque, EUA – 21 de maio de 1983, Califórnia, EUA) foi um escritor americano. Escreveu dez livros e recebeu  a Medalha Presidencial da Liberdade em Fevereiro de 1983. Seu primeiro livro, "The True Believer", publicado em 1951, foi reconhecido como um clássico.

## Primeiros Anos
Muitos elementos da infância de Hoffer são duvidosos e nunca foram verificados, mas em declarações autobiográficas, Hoffer afirmou ter nascido em 1902 no Bronx, em Nova York, filho de Knut e Elsa (Goebel) Hoffer. Os pais dele eram imigrantes da Alsácia, na época parte da Alemanha Imperial. Aos cinco anos, Hoffer já sabia ler tanto em inglês quanto no alemão nativo de seus pais. Quando ele tinha cinco anos, sua mãe caiu de uma escada com ele nos braços. Anos mais tarde, ele afirmou: "Perdi minha visão aos sete anos de idade. Dois anos antes, minha mãe e eu caímos de um lance de escada. Ela não se recuperou e morreu no segundo ano após a queda. Perdi minha visão e, por um tempo, minha memória". Hoffer falou com um acentuado sotaque alemão durante toda a vida e falava a língua fluentemente. Ele foi criado por uma parente ou criada, uma imigrante alemã chamada Martha. Sua visão voltou inexplicavelmente quando ele tinha 15 anos. Temendo perdê-la de novo, ele aproveitou a oportunidade para ler o máximo que pudesse. Sua recuperação foi permanente, mas Hoffer nunca abandonou seu hábito de leitura.
Hoffer ainda era jovem quando também perdeu seu pai. O sindicato dos marceneiros pagou pelo funeral de Knut Hoffer e deu a Eric o dinheiro do seguro (cerca de 300 dólares). Ele pegou um ônibus para Los Angeles e passou os próximos 10 anos vagando, conforme lembrava, “pra cima e pra baixo, evitando a fome e sofrendo”. Hoffer começou a morar em Skid Row, lendo, ocasionalmente escrevendo e trabalhando em bicos.
Em 1931, ele considerou o suicídio bebendo uma solução de ácido oxálico, mas não teve coragem de fazê-lo. Ele deixou Skid Row e se tornou um trabalhador migrante, trabalhando em várias colheitas pela Califórnia. Ele adquiriu um cartão da biblioteca onde trabalhava, dividindo seu tempo "entre os livros e os bordéis". Ele também prospectou ouro nas montanhas. Hoffer leu os Ensaios de Michel de Montaigne. Montaigne o impressionou profundamente, e Hoffer frequentemente fazia referência a ele. Ele também desenvolveu um respeito pela classe baixa da América, que acreditava ser cheia de talento.

## Carreira
Hoffer escreveu um romance, Four Years in Young Hank's Life, e uma novela, Chance and Mr. Kunze, ambos parcialmente autobiográficos. Ele também escreveu um longo artigo baseado em suas experiências em um campo de trabalho federal, "Tramps and Pioneers". Esse trabalho nunca foi publicado, mas uma versão reduzida apareceu na revista Harper's depois que ele se tornou conhecido.
Com 40 anos, durante a Segunda Guerra Mundial, ele tentou se alistar no exército, mas foi rejeitado devido a uma hérnia. Após isso, ele começou a trabalhar como estivador nas docas de San Francisco em 1943. Ao mesmo tempo, começou a escrever seriamente.
Hoffer deixou as docas em 1964 e, pouco depois, tornou-se professor adjunto na Universidade da Califórnia, em Berkeley. Mais tarde, em 1970, ele se aposentou da vida pública. “Vou rastejar de volta para o meu buraco de onde comecei”, disse ele. “Não quero ser uma pessoa pública ou porta-voz de ninguém. Qualquer homem pode andar de trem. Só um homem sábio sabe quando sair”. Em 1970, ele doou o dinheiro para a criação do Lili Fabilli e Eric Hoffer Laconic Essay Prize para alunos, professores e funcionários da Universidade da Califórnia, Berkeley.
Hoffer foi influenciado por suas raízes modestas e ambiente de classe trabalhadora, vendo nisso um vasto potencial humano. Em uma carta para Margaret Anderson em 1941, ele escreveu: "Minha escrita é feita em pátios de ferrovias enquanto espero por uma carga, nos campos enquanto espero por um caminhão e ao meio-dia depois do almoço. As cidades são muito perturbadoras." Quando era chamado de intelectual, Hoffer insistia ser simplesmente um estivador. Hoffer foi apelidado por alguns autores de "filósofo estivador" [longshoreman philosopher]".
Hoffer se declarava ateu, mas era simpático à religião e a descreveu como uma força positiva. Ele morreu em casa, em San Francisco, em 1983, com 80 anos de idade.

## Vida Pessoal
Hoffer, que era filho único, nunca se casou. Ele teve um filho com Lili Fabilli Osborne, chamado Eric Osborne, que nasceu em 1955 e foi criado por Lili Osborne e seu marido, Selden Osborne. Lili Fabilli Osborne conheceu Hoffer por meio de seu marido, que também era estivador e conhecido de Hoffer. Apesar do caso e de Lili Osborne mais tarde coabitar com Hoffer, Selden Osborne e Hoffer tinham boas relações.
Hoffer se referia a Eric Osborne como seu filho ou afilhado. Lili Fabilli Osborne morreu em 2010 com 93 anos. Antes de sua morte, Osborne era a executora dos bens de Hoffer e controlava firmemente os direitos de propriedade intelectual da obra dele.
No livro Eric Hoffer: The Longshoreman Philosopher, publicado em 2012, o jornalista Tom Bethell pôs em dúvida o relato de Hoffer sobre sua juventude. Embora Hoffer afirmasse que seus pais eram da Alsácia-Lorena, Hoffer falava com um acentuado sotaque bávaro. Ele alegava ter nascido e sido criado no Bronx, mas não tinha sotaque do Bronx . Sua amante e executora Lili Fabilli dizia que sempre pensou que Hoffer fosse um imigrante. Seu filho, Eric Fabilli, imaginava que a vida de Hoffer pode ter sido comparável à de B. Traven e considerou contratar um genealogista para investigar o início da vida de Eric, ao que Hoffer teria respondido: "Você tem certeza que quer saber isso?". Até hoje, ninguém jamais afirmou ter conhecido Hoffer em sua juventude, e aparentemente não existem registros de seus pais e nem mesmo do próprio Hoffer até os quarenta anos, quando seu nome apareceu em um censo.

## Livros e Opiniões

### Fanatismo e Movimento de Massas (1951)
Hoffer tornou-se conhecido com a publicação em 1951 de seu primeiro livro, The True Believer: Thoughts on the Nature of Mass Movements (publicado no Brasil em 1968 como "Fanatismo e Movimento de Massas"), que consiste em um prefácio e 125 seções, que são divididas em 18 capítulos. Hoffer analisa o fenômeno dos "movimentos de massa", um termo geral que ele aplica a partidos revolucionários, movimentos nacionalistas e movimentos religiosos. Ele resume sua tese no §113: "Um movimento é iniciado por homens de palavras, materializado por fanáticos e consolidado por homens de ação".
Hoffer argumenta que movimentos culturais fanáticos e extremistas, sejam religiosos, sociais ou nacionais, surgem quando um grande número de pessoas frustradas, acreditando que suas próprias vidas individuais não têm valor, se juntam a um movimento que exige mudanças radicais. Mas a verdadeira atração para esta população é uma fuga de si mesmo, não uma realização das esperanças individuais.
Hoffer, consequentemente, argumenta que o apelo dos movimentos de massa não depende inteiramente da ideologia que está sendo defendida: na Alemanha das décadas de 1920 e 1930, por exemplo, os comunistas e os nacional-socialistas eram aparentemente inimigos, mas às vezes alistavam membros uns dos outros, já que competiam pelo mesmo tipo de marginalizados, pessoas irritadas e frustradas. Para o "verdadeiro crente", Hoffer argumenta, crenças específicas são menos importantes do que escapar do fardo da autonomia.

## Obras Publicadas
1951 - The True Believer: Thoughts On The Nature of Mass Movements. ISBN 0-06-050591-5
1955 - The Passionate State of Mind, and Other Aphorisms. ISBN 1-933435-09-7
1963 - The Ordeal of Change. ISBN 1-933435-10-0
1967 - The Temper of Our Time. ISBN 978-1-933435-22-0
1968 -  Nature and The City
1969 - Working and Thinking on the Waterfront: A Journal, June 1958 to May 1959
1971 - First Things, Last Things
1973 - Reflections on the Human Condition. ISBN 1-933435-14-3
1976 - In Our Time
1979 - Before the Sabbath
1982 - Between the Devil and the Dragon: The Best Essays and Aphorisms of Eric Hoffer. ISBN 0-06-014984-1
1983 - Truth Imagined. ISBN 1-933435-01-1